# .fo
‎.fo‏ دامنه اینترنتی اختصاص داده شده به جزایر فارو است.